# Killybegs
Killybegs (en irlandais : Na Cealla Beaga) est une ville côtière du comté de Donegal, en Irlande. C'est le plus grand port de pêche du comté et d'Irlande. Elle est située sur la côte sud du comté, au nord de la baie de Donegal, près de la ville de Donegal. La ville qui possède un port pittoresque est bâtie au pied d'un vaste domaine montagneux s'étendant vers le nord. En été se déroule un festival de rue célébrant la pêche, et incorporant la traditionnelle « bénédiction des bateaux. »

## Histoire
En 1588, Killybegs fut le dernier port d'escale pour le navire espagnol La Girona, qui avait jeté l'ancre dans le port lorsque l'Armada espagnole se rendit sur la côte irlandaise pendant la guerre entre l'Espagne avec l'Angleterre. Avec l'aide d'un notable de Killybegs, MacSweeney Bannagh, l'équipage de La Girona a été ravitaillé, son gouvernail réparé, et il a pu appareiller pour l'Écosse ; mais il fit naufrage sur la côte du comté d'Antrim, et près de 1.300 marins perdirent la vie.

## Industrie de la pêche

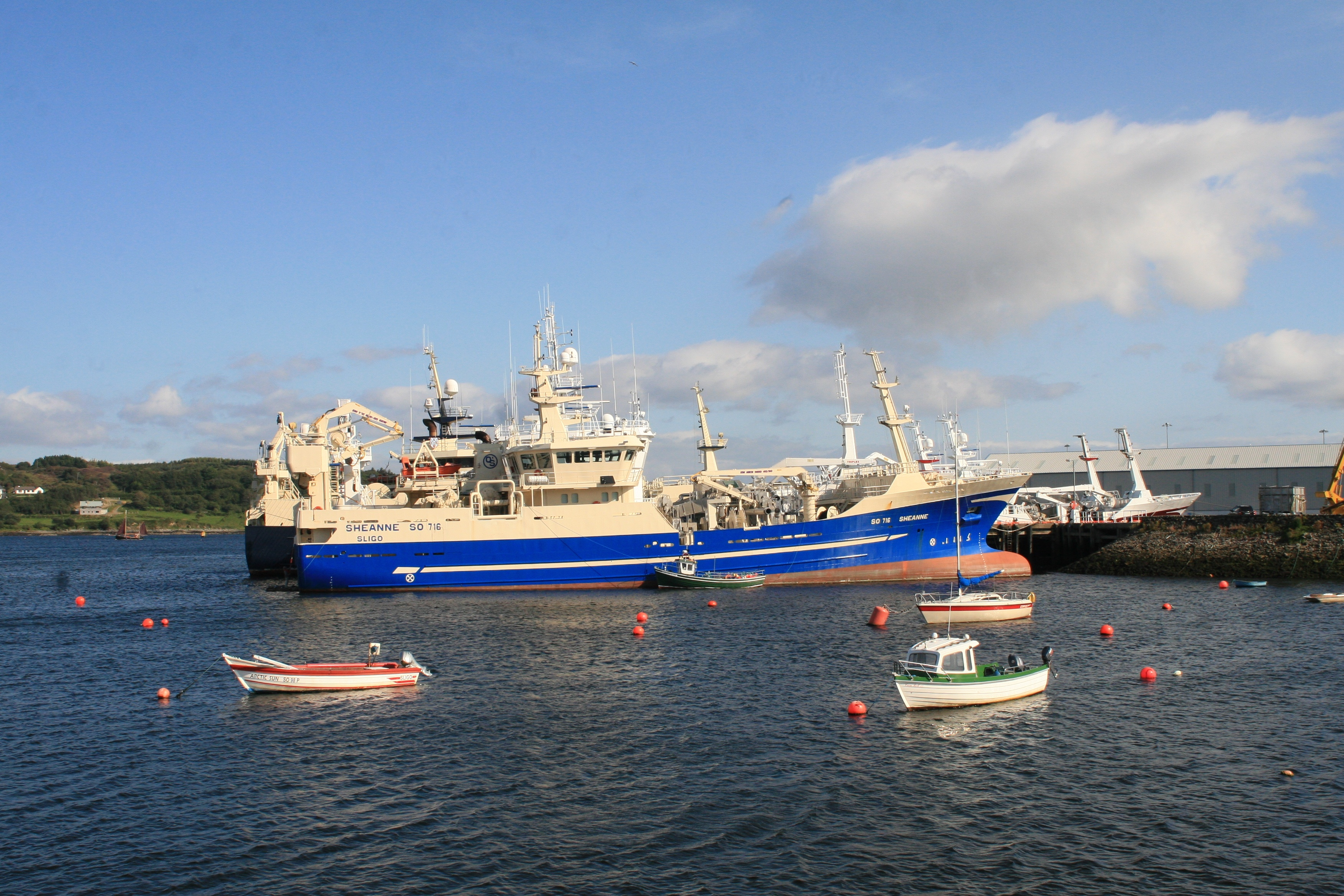
Chalutier de pêche, Killybegs.

Killybegs est un port naturel en eau profonde d'une profondeur de 12 mètres à marée basse. Le port héberge tous les plus grands chalutiers pélagiques d'Europe et une petite flotte de pêche hauturière. Il reçoit aussi les paquebots de croisière et les cargos spécialisées. Ces dernières années, Killybegs est devenu le port privilégié pour l'importation d'éoliennes et sert aussi de port de service pour les plates-formes offshore de forage de gaz et pétrole.
La ville est centrée sur la pêche et la transformation car elle se spécialise dans le traitement et la congélation d'espèces telles que le maquereau, le hareng, le merlan bleu, …  Le poisson transformé est exporté vers les marchés d'Afrique, du Moyen-Orient et d'Europe par des navires frigorifiques. Toutefois, en raison de l'application générale de la réglementation communautaire de la pêche sur les navires irlandais par le ministère irlandais de la Marine, il y a eu un ralentissement de la pêche à partir de 2005. Cela a entraîné des licenciements économiques dans l'industrie de transformation du poisson, qui ont touché principalement les ouvriers des conserveries.